# De Vloek van Griebelstein
De vloek van Griebelstein is een Nederlandse jeugdfilm, gemaakt door Telekids in 1997.

## Verhaal
In de zomer van 1998 worden Carlo en Irene gevraagd om op het huis van tante Hortensia te passen. Als ze aankomen blijken ze niet alleen te zijn in de mooie villa maar is ook de butler aanwezig. Tijdens het verblijf komen Carlo en Irene erachter dat tante Hortensia niet op vakantie is maar gevlucht is voor de vloek die op het huis rust. Er gebeuren vreemde dingen en met klap op de vuurpijl ook nog een moord. Rust er echt een vloek op hethuis, hoe loopt dit af?

## Rolverdeling
| Acteur              | Personage                    |
| ------------------- | ---------------------------- |
| Carlo Boszhard      | Carlo / Meneer Griebelstein  |
| Irene Moors         | Irene / Mevrouw Griebelstein |
| Bert Johan van Goor | Butler Jean-Bernard          |
| Daphny Muriloff     | Tante Hortensia              |

## Trivia
- De film is opgenomen in een Franse villa
- De film werd in de zomer van 1998 uitgezonden in afleveringen van 10 min. Dit was een onderdeel van het programma het Fotoboek van "Telekids" waarbij elke week een terugblik was te zien van het afgelopen "Telekids" seizoen